# Batalla de Mahiwa
La batalla de Mahiwa va ser una batalla de la Campanya d'Àfrica Oriental de la Primera Guerra Mundial que es va lliurar entre les forces de l'Imperi Alemany contra les de l'Imperi Britànic.
La batalla va començar quan les tropes sud-africanes i nigerianes, sota el comandament de Tinent General Jacob van Deventer, van atacar a una columna de forces alemanyes, sota el comandament del general Paul von Lettow-Vorbeck, en Mahiwa (Àfrica Oriental Alemanya).
Els alemanys van ser capaços d'infligir moltes baixes a l'exèrcit de Jacob van Deventer, obligant-lo a retirar-se. Tot i l'enorme quantitat de baixes britàniques, els alemanys també van perdre un gran percentatge de les seves forces i finalment es van veure obligats a retirar-se de les seves posicions i continuar la seva guerra en forma de guerrilles.

## Antecedents
Amb la força de Kurt Wahle en Nyangao separada del cos principal de Lettow-Vorbeck, els britànics van ordir un pla per a tallar i envoltar la columna de Wahle, flanquejant-la amb una força de nigerians. Van reunir un gran cos de soldats per a realitzar un atac frontal i envoltar a la força alemanya.

## Batalla
Es va enviar tres batallons de nigerians contra les tropes de Wahle, i el 15 d'octubre de 1917 van arribar a Nyangao.
Paul von Lettow-Vorbeck va enviar reforços a Wahle i a més va enviar quatre companyies per a enfrontar-se contra els britànics. Els nigerians van ser envoltats i van patir moltes baixes.
Els britànics van enviar una força més gran per a atacar els alemanys des del costat oposat, però també es van trobar amb la tenaç resistència dels alemanys mentre es retiraven de Nyangao cap a la carena de Mahiwa, a 3 km de la seva posició anterior, el 16 d'octubre.
Malgrat els atacs de la nouvinguda força britànica, els alemanys van ser capaços de mantenir les seves posicions i van contraatacar el 17 i 18, forçant als britànics a retirar-se amb grans baixes.

## Conseqüències
Les forces britàniques van ser derrotades amb fortes pèrdues, al voltant de 2.700 baixes, i es van veure obligats a retirar-se.
Encara Paul von Lettow-Vorbeck havia infligit el major nombre de víctimes dels Aliats en el teatre d'operacions africà des de la batalla de Tanga, la batalla no va resultar tan bé com ell desitjava; malgrat que l'exèrcit alemany va patir només entre 500 i 600 víctimes, era més del 30% de la força que disposava.
Els subministraments alemanys eren limitats i en els quatre dies de combats van gastar més de 850.000 bales, gairebé tota la seva munició. Sense munició suficient per a les seves armes modernes, la força alemanya només va poder usar els vells Mauser Model 1871, que utilitzen cartutxos de pólvora negra. Amb pocs subministraments i tement un altre assalt, el general Paul von Lettow-Vorbeck va decidir retirar-se d'Àfrica Oriental Alemanya i envair Àfrica Oriental Portuguesa on esperava recuperar la força mitjançant la captura de subministraments del mal preparat exèrcit portuguès.